# Tatiana Zorri
Tatiana Zorri (* 19. Oktober 1977 in Sora) ist eine italienische Fußballspielerin. Die Stürmerin steht beim Verein UPC Tavagnacco unter Vertrag und spielt für die italienische Nationalmannschaft.
Zorri machte im Jahre 1993 ihr Debüt in der Serie A bei Lazio Rom. Mit Lazio gewann sie im Jahre 2002 die italienische Meisterschaft. Zwischen 2004 und 2008 spielte sie für den AC Turin, bevor sie zu ihrem heutigen Verein wechselte.
Am 29. Oktober 1994 spielte Zorri erstmals in der italienischen Nationalmannschaft bei einem Länderspiel gegen Norwegen. Sie nahm an der Weltmeisterschaft 1999 sowie den Europameisterschaften 2001, 2005 und 2009 teil. In 107 Länderspielen erzielte sie 15 Tore.